# Váhy (znamení)

Znamení Vah

Váhy jsou sedmé astrologické znamení zvěrokruhu mající původ v souhvězdí Vah. V astrologii jsou Váhy považovány za pozitivní (extrovertní) znamení.[zdroj?] Jsou také považovány za vzdušné znamení. Váhy jsou podle astrologie ovládány planetou Venuše (stejně jako Býk).[zdroj?]
Je to jediné znamení zvěrokruhu, které je vyjadřováno neživým objektem.
V západní astrologii je Slunce v konstelaci Vah zhruba od 23. září do 23. října. V sideralistické astrologii je v ní zhruba od 13. října do 7. listopadu.[zdroj?]